# عماد بعرور
عماد بعرور (2 يناير 1976 -) هو مغني شعبي مصري.

## حياته
ولد في بنها 2 يناير 1976، ظهر في أواخر 2006، اشتهر بعد غنائه لأغنية (العنب)، (هيصة) و(أيظن).

## أعماله
- الحمول.
- عرضها.
- أوديه.
- مين.
- موسيقى.
- ياله.
- بيعيط.
- الميكروباص.
- هيصه.
- أحمد.
- لمين.
- حاحه.
- واوه.
- على.
- الناصية.
- صغير.
- ألو.

## أفلام شارك بها
شارك عماد بعرور مع الممثلة المصرية مي عز الدين في فيلم أيظن وغنى فيها أغنية العنب.
كما ظهرت إحدى أغانيه (بس يعني) كخلفية لإعلان قناة ميلودي (تتحدى الملل).

## وصلات خارجية
- عماد بعرور على موقع IMDb (الإنجليزية)
- عماد بعرور على موقع قاعدة بيانات الأفلام العربية
- عماد بعرور على موقع ليتربوكسد (الإنجليزية)